# Jocurile Olimpice de vară din 2000
A XXVII-a ediție a Jocurilor Olimpice s-a desfășurat la Sydney, Australia în perioada 15 septembrie - 1 octombrie 2000. Sydney a obținut dreptul de a organiza jocurile olimpice în 23 septembrie 1993 în detrimentul orașelor: Beijing, Berlin, Istanbul și Manchester.
Au participat 199 de țări și 10.651 de sportivi.

## Sporturi olimpice
| - Atletism - Badminton - Baschet - Baseball - Box - Caiac canoe - Canotaj - Ciclism | - Echitație - Fotbal - Gimnastică - Haltere - Handbal - Hochei pe iarbă - Înot sincron - Judo | - Lupte - Natație - Navigație - Pentatlon modern - Polo pe apă - Sărituri în apă - Scrimă - Softball | - Taekwondo - Tenis de câmp - Tenis de masă - Tir - Tir cu arcul - Triatlon - Volei |

## Clasamentul pe medalii
Legendă
      Țara gazdă
      România
      Republica Moldova
| Loc | CON                              | Aur | Argint | Bronz | Total |
| --- | -------------------------------- | --- | ------ | ----- | ----- |
| 1   | Statele Unite ale Americii (USA) | 37  | 24     | 32    | 93    |
| 2   | Rusia (RUS)                      | 32  | 28     | 29    | 89    |
| 3   | China (CHN)                      | 28  | 16     | 14    | 58    |
| 4   | Australia (AUS)                  | 16  | 25     | 17    | 58    |
| 5   | Germania (GER)                   | 13  | 17     | 26    | 56    |
| 6   | Franța (FRA)                     | 13  | 14     | 11    | 38    |
| 7   | Italia (ITA)                     | 13  | 8      | 13    | 34    |
| 8   | Olanda (NED)                     | 12  | 9      | 4     | 25    |
| 9   | Cuba (CUB)                       | 11  | 11     | 7     | 29    |
| 10  | Marea Britanie (GBR)             | 11  | 10     | 7     | 28    |
| 11  | România (ROU)                    | 11  | 6      | 9     | 26    |
| 61  | Republica Moldova (MDA)          | 0   | 1      | 1     | 2     |

## România la JO 2000
România a participat cu 153 de sportivi și a obțint 26 de medalii din care 11 de aur.